# Bareilly (accantonamento)
L'accantonamento di Bareilly è una suddivisione dell'India, classificata come cantonment board, di 27.953 abitanti, situata nel distretto di Bareilly, nello stato federato dell'Uttar Pradesh. In base al numero di abitanti la città rientra nella classe III (da 20.000 a 49.999 persone).

## Geografia fisica
La città è situata a 28° 20' 23 N e 79° 25' 53 E.

## Società

### Evoluzione demografica
Al censimento del 2001 la popolazione dell'accantonamento di Bareilly assommava a 27.953 persone, delle quali 17.366 maschi e 10.587 femmine. I bambini di età inferiore o uguale ai sei anni assommavano a 2.765, dei quali 1.478 maschi e 1.287 femmine. Infine, coloro che erano in grado di saper almeno leggere e scrivere erano 21.861, dei quali 14.811 maschi e 7.050 femmine.